# Topónimos germânicos em Portugal

Mapa da Península Ibérica por volta de

A toponímica germânica portuguesa refere-se aos nomes próprios de lugares em Portugal cuja origem é das línguas germânicas.
O Reino Suevo, também denominado Reino da Galécia (em latim: Gallaecia/Galliciense Regnum), foi um reino germânico pós-romano que existiu no noroeste da Península Ibérica entre os anos 411 e 585, um dos primeiros a separar-se do Império Romano. O reino foi fundado pelos Suevos, um povo de origem germânica, que no ano 409 invadiu a Península Ibérica juntamente com os Vândalos e os Alanos, no âmbito das invasões bárbaras. Tendo ocupado inicialmente as regiões costeiras das províncias romanas da Galécia e do norte da Lusitânia e estabelecido a capital em Bracara Augusta, atual Braga. O reino manteve sua independência até 585, data em que foi anexado pelos também germânicos Visigodos e convertido na sexta província do Reino Visigótico.
Na área correspondente ao atual Portugal, há diversas localidades no Norte e na região Centro com toponímica germânica. Pela distribuição geográfica podemos concluir que muitos desses nomes são de origem sueva (v. mapa), mas essa língua nós é desconhecida, e é impossível diferencia-la da língua gótica, assim devemos na dúvida falar de origem germânica. Todos esses nomes, tem por origem um nome duma pessoa, formado na maioria por duas palavras, os nomes de origem germânica foram dominantes até final do século XIII, por isso é infelizmente impossível avançar com uma data, tanto podem ter por origem o Reino Suevo, o Reino Visigótico ou enfim a reconquista, como o caso paradigmático da cidade de Guimarães que tem por nome, o do seu fundador Vímara Peres, que viveu no século IX. 
Por arrasto, alguns fazem parte da toponímia de outros países lusofónos como por exemplo Alvarães, ou Sande.

## Distribuição geográfica dos topónimos germânicos na Península Ibérica

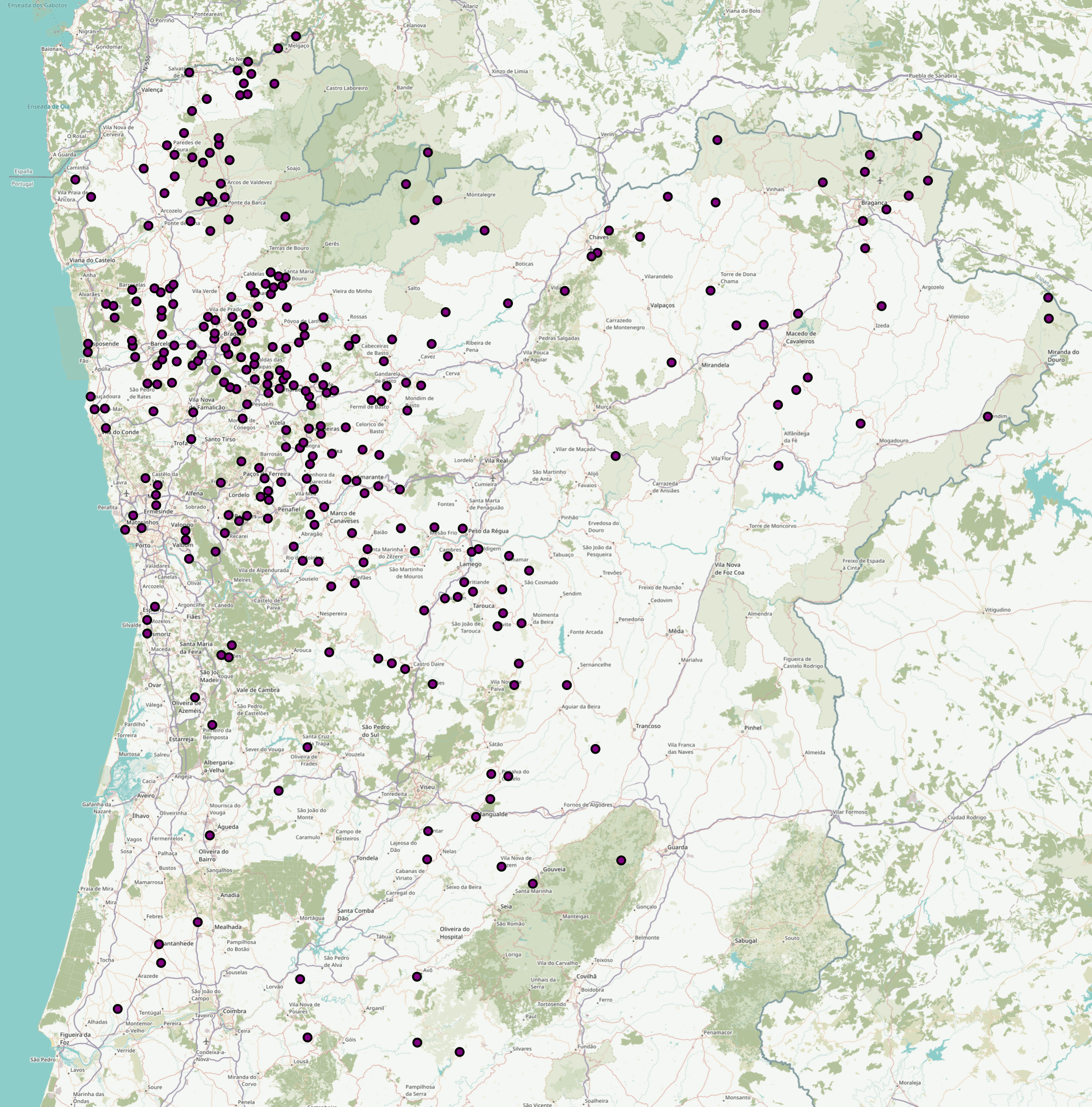
Distribuição geográfica dos topónimos germânicos em Portugal.

| Distritos / Províncias     | Corunha | Lugo | Braga | Porto | Ponte Vedra | Ourense | Viana do Castelo | Aveiro | Viseu | Oviedo | Vila Real | Bragança | Leão | Girona | Burgos | Coimbra |
| % (do total de 2400 nomes) | 15,9    | 15,3 | 11,7  | 10,7  | 8,6         | 6,2     | 5,1              | 3,5    | 3,5   | 2,8    | 2,4       | 1,3      | 1,2  | 1,1    | 1      | 1       |

## Lista de Localidades[4]

#### Freguesias do concelho deÁgueda
| Nome germânico ou baixo latim | Nome atual | Origem                                                                                                |
| ----------------------------- | ---------- | --- |
| Recardanes (981)              | Recardães  | Vem do plural do nome Recaredo ou seja vem de Recaredanes e vem das raízes Rik: Rei e Reþs :Conselho. |

#### Freguesia do concelho deAguiar da Beira
| Nome germânico ou baixo latim | Nome atual | Origem               |
| ----------------------------- | ---------- | -------------------- |
| Gradilis                      | Gradiz     | Origem desconhecida. |

#### Freguesias do concelho deAlfândega da Fé
| Nome germânico ou baixo latim | Nome atual      | Origem |
| ----------------------------- | --------------- | --- |
| Sambati                       | Sambade         | Não consta na obra de Piel. |
| Gebellini                     | Gebelim         | Pode vir de Gêba: Mãe Velha, do latim gibba (curvada). Outra possibilidade é vir do germânico Giban: significando dar. O -im vem de eins que designa a proveniência ou a propriedade. |
| Sindini                       | Sendim da Serra | Vem de Sinþ; Caminho, o im vem de eins que designa a provenência ou a propriedade. |

#### Freguesias do concelho deAlijó
| Nome germânico ou baixo latim | Nome atual | Origem                      |
| ----------------------------- | ---------- | --------------------------- |
| Carloni                       | Carlão     | Não consta na obra de Piel. |

#### Freguesias do concelho deAmarante
| Nome germânico ou baixo latim | Nome atual | Origem |
| ----------------------------- | ---------- | --- |
| Avolini                       | Aboim      | Não consta na obra de Piel.                                                                                     |
| Amaranthi                     | Amarante   | Não consta na obra de Piel.                                                                                     |
| Athanagildi                   | Ataíde     | De atta: Pai e hildis: Luta                                                                                     |
| Cantemiri                     | Candemil   | "Cand" ou "Gant" é inexplicado, "Miri" que deu mil, vem de Mers :Célebre                                        |
| Frogini                       | Fregim     | De Fraiw :Semente (descendente), o im vem de eins que designa a provenência ou a propriedade: filhos da semente |
| Fridani                       | Fridão     | Não consta na obra de Piel.                                                                                     |
| Gundarii                      | Gondar     | Vem de Gunþ-harjis ou seja "combate-exército", ou melhor "exército pronto para o combate".                      |
| Jacinthi                      | Jazente    | Não consta na obra de Piel.                                                                                     |

#### Freguesias do concelho deAmares
| Nome germânico ou baixo latim | Nome atual                                  | Origem |
| ----------------------------- | ------------------------------------------- | --- |
| Amaris                        | Amares                                      | Não consta na obra de Piel. |
| Burio (1220) citado por Piel  | Santa Maria do Bouro e Santa Marta do Bouro | Vem de Bur: Casa (rara excepção não sendo o nome duma pessoa)                                                                                          |
| Requilani                     | Caires                                      | Não consta na obra de Piel. |
| Guandilanis                   | Goães                                       | Vem do nome Goia, a origem é desconhecida, poderá vir de Guþ: Deus ou de Gauja: O que habita num pagus (Aldeia ou distrito) de Gawi: Região, distrito. |
| Randulfi                      | Rendufe                                     | De Randa: Escudo e Wulf:Lobo |
| Cenamiri                      | Seramil                                     | De Sarwa: Armas ou de Sisus : Canto funebre e "Miri" que deu mil, vem de Mers: Célebre                                                                 |

#### Freguesias do concelho deArcos de Valdevez
| Nome germânico ou baixo latim | Nome atual                                    | Origem                                       |
| ----------------------------- | --------------------------------------------- | -------------------------------------------- |
| Avolini                       | Aboim das Choças                              | Não consta na obra de Piel.                  |
| Alvari                        | Álvora                                        | Não consta na obra de Piel.                  |
| Quindulfi                     | Cendufe                                       | De Kinths: Criança e Wulf: Lobo              |
| Gunderici                     | Gondoriz                                      | De Gunda: O combatente e "riz" de Reiks: Rei |
| Sabbatini                     | Sabadim                                       | Não consta na obra de Piel.                  |
| Sanduarii                     | Santar                                        | de Sanþ: Verdadeiro e Harjis:Exército.       |
| Silliarici                    | Senharei                                      | de Sunja: Verdade e Reþs: Conselho           |
| Solenti                       | Soajo                                         | Não consta na obra de Piel.                  |
| Avredi                        | São Vicente de Távora e Santa Maria de Távora | Não consta na obra de Piel.                  |
| Wilifunsi                     | Vila Fonche                                   | Não consta na obra de Piel.                  |

#### Freguesias do concelho deArganil
| Nome germânico ou baixo latim | Nome atual | Origem                                                                  |
| ----------------------------- | ---------- | ----------------------------------------------------------------------- |
| Anserici                      | Anceriz    | De ansis: Semideuses? E do antigo "ricus" ou "rici" do gótico Reiks:Rei |

#### Freguesias do concelho deArmamar
| Nome germânico ou baixo latim | Nome atual | Origem                                                                                              |
| ----------------------------- | ---------- | --------------------------------------------------------------------------------------------------- |
| Ermamari                      | Armamar    | De arm/mar, "arm" da raiz "erm" de airmans: Forte e "mar"de marha : Cavalo (ou de mêreis: Célebre). |
| Cimbrici                      | Cimbres    | Não consta na obra de Piel.                                                                         |
| Goswini                       | Goujoim    | Origem desconhecida.                                                                                |

#### Freguesias do concelho deArouca
| Nome germânico ou baixo latim | Nome atual | Origem |
| ----------------------------- | ---------- | --- |
| Ascarici                      | Escariz    | Vem de Asca-ricus que deu mais tarde o nome Ascárico por exemplo Ascárico de Braga. "Asca" vem de Ask: Freixo e "Ricus" de Reiks:Rei |
| Genardi                       | Janarde    | Vem de Gain: Arma |

#### Freguesias do concelho deBaião
| Nome germânico ou baixo latim | Nome atual | Origem                                                                                |
| ----------------------------- | ---------- | ------------------------------------------------------------------------------------- |
| Anseto (1098)                 | Ancede     | De ansi-haitus: possilvemente, O que foi consagrado aos antepassados                  |
| Fredenandi                    | Frende     | Variante de Friande que provem de Fernande de Fridus: Paz e "Nandi" de Nanþjan: Ousar |
| Ogobi                         | Gove       | Pode vir do latim ou duma raiz gótica desconhecida                                    |
| Viderici                      | Viariz     | Vem do nome Viduarius (rei dos quados) e da raiz Weida: Guia e Reik: Rei              |

#### Freguesias do concelho deBarcelos
| Nome germânico ou baixo latim | Nome atual                                   | Origem |
| ----------------------------- | -------------------------------------------- | --- |
| Atanis                        | Adães                                        | Athala Nome dum rei mítico, derivado de Athals que quer dizer Nobre, o sufixo "ães" indica a provenência da populacão: gente de    |
| Florentii                     | Chorente                                     | Não consta na obra de Piel. |
| Walamiri                      | Gamil                                        | De Walamir rei ostrgodo, de Waijan: Eleger ou Walisa: Verdadeiro, puro e de "Miri" que deu mil, que vem de Mers : Célebre          |
| Gismundi (949)                | Gilmonde                                     | Gais: Lança e "Monde" vem de Munds: Proteção.                                                                                      |
| Gaderii                       | Gueral                                       | Não consta na obra de Piel. |
| Martini                       | Martim                                       | Não consta na obra de Piel. |
| Mitonis                       | Midões                                       | Vem de Mitön: Pensar, reflectir |
| Farinalis                     | Monte de Fralães                             | Não consta, na obra de Piel. |
| Mauri                         | Moure                                        | Vem do nome Maura do nome latim Maurus                                                                                             |
| Ramelli                       | Remelhe                                      | De Rimis: Descanso do nome Rimila                                                                                                  |
| Alderedi                      | Aldreu                                       | Não consta, na obra de Piel. |
| Agnelli                       | Alheira                                      | Não consta, na obra de Piel. |
| Alviti                        | São Pedro de Alvito e São Martinho de Alvito | Vem de Alvith (nome dum príncipe érulo (suevo) do século VI)                                                                       |
| Crescimiri                    | Creixomil                                    | poderá vir de Christi-mir, o nome de Christo é ligado as vezes a um elemento germánico, e "Miri" que deu mil, vem de Mers :Célebre |
| Doranis                       | Durrães                                      | Não consta, na obra de Piel. |
| Magnentii                     | Manhente                                     | Não consta, na obra de Piel. |
| Malarici                      | Mariz                                        | Vem de Malaricus, nome dum principe suevo, de Mala inexplicado por piel e "riz" de Reiks: Rei.                                     |
| Palmi                         | Palme                                        | Não consta, na obra de Piel. |
| Pananquii                     | Panque                                       | Não consta, na obra de Piel. |
| Quintilanis (1059)            | Quintiães                                    | De Kinths: Criança, o sufixo "ães" indica a provenência da populacão: gente de                                                     |
| Rodorici                      | Roriz                                        | Vem do nome Rodericus de raiz Hroþs: Glória e "riz" de Reiks: Rei                                                                  |

#### Freguesias do concelho deBoticas
| Nome germânico ou baixo latim | Nome atual      | Origem |
| ----------------------------- | --------------- | --- |
| Ulfilanis                     | Fiães do Tâmega | Piel não tem explicação, Almeida aponta para Ulfi ou seja Lobo,o sufixo "ães" indica a provenência: descendentes do lobo. |

#### Freguesias do concelho deBraga
| Nome germânico ou baixo latim | Nome atual                                 | Origem |
| ----------------------------- | ------------------------------------------ | --- |
| Athavulfus ou Athaulfi        | Adaúfe                                     | Atha/vulfus de Athal: Nobre e wulfs: lobo |
| Argentini                     | Arentim                                    | Não consta na obra de Piel. |
| Asperonis                     | Esporões                                   | Não consta na obra de Piel. |
| Astila                        | Este (São Pedro e São Mamede)              | Não consta na obra de Almeida, mas é citatado por Piel, e vem de Ast : Ramo ou hasta (Lança) e do nome Astilus ou Astila                          |
| Fronilani                     | Fraião                                     | para Piel vem de Frad-ila, Frad: Sentido, inteligência                                                                                            |
| Gundisalvi                    | Gondizalves                                | De Gunþi: Luta e de Salwa: Salvo ou seja "invulnerável no combate".                                                                               |
| Gualtarii                     | Gualtar                                    | Vem de Waldan: Governar, administrar e Harjis: Exército.                                                                                          |
| Gumesindi                     | Guisande                                   | Não consta na lista de Piel, mas a explicação para Guizán (Galiza) é a palavra gótica Weis : Sábio que deu Wisus: Bom e de Nanþs: Atrevido, audaz |
| Leodemaro (1037)              | Lomar                                      | Vem de "Liud" de Liudan:Crescer donde vem Leodes: Gente, "mar" vem de marha : Cavalo (ou mêreis: Célebre, mais indicado nesse caso)               |
| Merlini                       | São Paio de Merelim e São Pedro de Merelim | Vem de Mereis: Célebre e o im vem de eins que designa a provenência ou a propriedade                                                              |
| Miri                          | Mire de Tibães                             | Vem de Miro nome dum rei suevo, de Mereis: Célebre e talvez de þiubjo: Clandestino para Tibães                                                    |
| Palatini                      | Padim da Graça                             | Não consta na lista de Piel |
| Rodelli                       | Ruilhe                                     | De Hrôþs: Glória, o sufixo indica a provenência da populacão: gente de ou cheio de                                                                |
| Argerici                      | Santa Lucrécia de Algeriz                  | De Harjis: Exército e riz de Reiks: Rei |
| Semelli                       | Semelhe                                    | Não consta na obra de Piel. |
| Tetini                        | Tadim                                      | Vem de Tadinus com origem desconhecida |
| Tellonis                      | Tenões                                     | Não consta na lista de Piel |

#### Freguesias do concelho deBragança
| Nome germânico ou baixo latim | Nome atual  | Origem                                                                                     |
| ----------------------------- | ----------- | ------------------------------------------------------------------------------------------ |
| Babi                          | Babe        | Vem do nome: Babilus                                                                       |
| Calvelli                      | Calvelhe    | Não consta na lista de Piel                                                                |
| Dadilani                      | Deilão      | Não consta na lista de Piel.                                                               |
| Fagildi                       | Faílde      | De Fahs: Alegre e de Hildis: Luta                                                          |
| France                        | França      | Vem de Franci designação vulgar latina dos Francos                                         |
| Gemundi                       | Gimonde     | De Gails: Satisfeito ou de Gaint: Arma, "monde" vem de Munds: Proteção.                    |
| Gundesindi                    | Gondesende  | De Gundi: Luta e ende de Sinths: caminho, expedição ou seja o nome é "Ida para o combate". |
| Rabaldi                       | Rabal       | Vem de Hrabns: Corvo e de Waldan:Governar                                                  |
| Honorii                       | Rio de Onor | Não consta na lista de Piel.                                                               |
| Salamiri                      | Samil       | De Sals: Sala e "Miri" que deu mil, vem de Mers :Célebre                                   |

#### Freguesias do concelho deCabeceiras de Basto
| Nome germânico ou baixo latim | Nome atual | Origem                                                                                 |
| ----------------------------- | ---------- | -------------------------------------------------------------------------------------- |
| Batini                        | Abadim     | Não consta na lista de Piel.                                                           |
| Alvith ou Alviti (867)        | Alvite     | Vem de Alvith (nome dum príncipe érulo (suevo) do século VI)                           |
| Carelli                       | Cavez      | Não consta na lista de Piel.                                                           |
| Gundilanis                    | Gondiães   | De Gund/ila de Gundi: Luta, o sufixo "ães" indica a provenência da populacão: gente de |
| Nunni                         | Vila Nune  | Não consta na lista de Piel.                                                           |

#### Freguesias do concelho deCaminha
| Nome germânico ou baixo latim | Nome atual | Origem                                                                             |
| ----------------------------- | ---------- | ---------------------------------------------------------------------------------- |
| Gundari                       | Gondar     | Vem de Gund/harjis: Exército pronto para combater, (gundi: luta, harjis: Exército) |
| Benenati                      | Venade     | Para Piel vem do latim Benenatus que deu o nome Bennato                            |

#### Freguesias do concelho deCantanhede
| Nome germânico ou baixo latim | Nome atual | Origem                                      |
| ----------------------------- | ---------- | ------------------------------------------- |
| Cantonieti                    | Cantanhede | Não consta na lista de Piel.                |
| Optili.                       | Outil      | De Ufta: Frequente, abundante e Hildi: Luta |
| Ceppinis                      | Sepins     | Não consta na lista de Piel                 |

#### Freguesias do concelho deCastro Daire
| Nome germânico ou baixo latim | Nome atual | Origem |
| ----------------------------- | ---------- | --- |
| Asterii                       | Ester      | Não consta na lista de Piel, Almeida aponta para Asta: Ramo, lança                                                                          |
| Gosendi (1059)                | Gosende    | Pode vir duma raiz latina de Gaudium: Prazer, alegria que deu gáudio ou duma raiz gótica desconhecida com no fim Sinths: caminho, expedição |
| Manonis                       | Mões       | Não consta na lista de Piel. |
| Peppini                       | Pepim      | Vem do nome Pepino de raiz desconhecida. |
| Rodorici                      | Reriz      | De Ragin: Conselho, decisão e reik: Rei |

#### Freguesias do concelho deCelorico de Basto
| Nome germânico ou baixo latim         | Nome atual    | Origem                                                                                       |
| ------------------------------------- | ------------- | -------------------------------------------------------------------------------------------- |
| Anagildi                              | Agilde        | Ana-gildan: oferecer no sentido de oferta dos deuses e Gild: Imposto                         |
| Carcarelli                            | Caçarilhe     | Não consta na lista de Piel.                                                                 |
| Orili (1220 Inquirição)               | Ourilhe       | De origem latina (do nome: Aurelius) ou de origem germânica da raiz "Aur": Mar e Hildi: Luta |
| Vale de Bouro, não citado por Almeida | Vale de Bouro | Para Piel vem de Bur: Casa (rara excepção, não sendo o nome duma pessoa)                     |

#### Freguesias do concelho deChaves
| Nome germânico ou baixo latim | Nome atual      | Origem                                                            |
| ----------------------------- | --------------- | ----------------------------------------------------------------- |
| Fagolonis                     | Faiões          | Dimunutivo do nome de Fagolonis, de Fahs: Alegre                  |
| Ouzecaris                     | Oucidres        | Não consta na lista de Piel.                                      |
| Rodorici                      | Roriz           | Vem do nome Rodericus de raiz Hroþs: Glória e "riz" de Reiks: Rei |
| Samanonis                     | Samaiões        | Não consta na obra de Piel.                                       |
| Silliarici                    | Selhariz        | Não consta na obra de Piel.                                       |
| Nántiz                        | Vilar de Nantes | Nántiz ou seja filho de Nanto vem de Nanþjan: Ousar               |

#### Freguesias do concelho deCinfães
| Nome germânico ou baixo latim | Nome atual        | Origem                      |
| ----------------------------- | ----------------- | --------------------------- |
| Pelagionis                    | Santiago de Piães | Não consta na obra de Piel. |
| Zinfilanis                    | Cinfães           | Não consta na obra de Piel. |

#### Freguesias do concelho deEsposende
| Nome germânico ou baixo latim                       | Nome atual | Origem                                                                                         |
| --------------------------------------------------- | ---------- | ---------------------------------------------------------------------------------------------- |
| Apodesindi                                          | Esposende  | Para Piel vem de Spanusindo, do baixo latim Hispanus e do germânico Sinths: caminho, expedição |
| Villa Fano (959, Livro de Mumadona, Dipl. 48 e 258) | Fão        | Citado por Piel, do germânico Fana: Bandeira, vem do nome Fano.                                |
| Frogilanisou Froilanis                              | Forjães    | Vem de Frauja: Senhor, o sufixo "ães" indica a provenência da populacão: gente de              |

#### Freguesias do concelho deEspinho
| Nome germânico ou baixo latim | Nome atual | Origem                                                                         |
| ----------------------------- | ---------- | ------------------------------------------------------------------------------ |
| Guitini                       | Guetim     | De Weiti: Castigo, o im vem de eins que designa a provenência ou a propriedade |
| Sisualdi                      | Silvalde   | Não consta na obra de Piel.                                                    |

#### Freguesias do concelho deFafe
| Nome germânico ou baixo latim | Nome atual              | Origem                                                                                              |
| ----------------------------- | ----------------------- | --------------------------------------------------------------------------------------------------- |
| Avolini                       | Aboim                   | Não consta na obra de Piel.                                                                         |
| Antemii                       | Antime                  | Piel tem algumas dúvidas sobre a origem germânica desse nome, se for vem de Anths' : Espírito, alma |
| Armiri                        | Armil                   | De Arn: Águia e "Miri" que deu mil, vem de Mers: Célebre                                            |
| Aronis                        | Santa Cristina de Arões | Não consta na obra de Piel.                                                                         |
| Zepanis                       | Cepães                  | Não consta na obra de Piel.                                                                         |
| Fafi                          | Fafe                    | Origem germânica ou árabe                                                                           |
| Wollanis                      | Golães                  | De Wola: Fortuna, o sufixo "ães" indica a provenência da populacão: gente de                        |
| Gundini                       | Gontim                  | De Gunda: O combatente, o im vem de eins que designa a provenência ou a propriedade                 |
| Quintilanis                   | Quinchães               | Não consta na obra de Piel.                                                                         |
| Revelli                       | Revelhe                 | Não consta na obra de Piel.                                                                         |

#### Freguesias do concelho deFelgueiras
| Nome germânico ou baixo latim | Nome atual     | Origem |
| ----------------------------- | -------------- | --- |
| Agilanis                      | Aião           | Agila é o nome dum rei gótico, pode vir de Ana-gildan: Oferecer ou de Agis: Terror                                                                                           |
| Arianiz (953)                 | Airães         | Sem explicação |
| Guttini                       | Borba de Godim | Vem do nome Goda, de Godos : Bom, bonito, o im vem de eins que designa a provenência ou a propriedade                                                                        |
| Fredenandi                    | Friande        | Vem de Fernande de Fridus: Paz e de Nanþjan: Ousar |
| Itilanis (946)                | Idães          | Pode vir de Ital: Vaidoso "que talvez significasse primitivamente "brilhante"", o sufixo "ães" indica a provenência da populacão: gente de Ital ou descendentes do "Vaidoso" |
| Margariti                     | Margaride      | Não consta na obra de Piel. |
| Mauri                         | Moure          | Vem do nome Maura do nome latim Maurus |
| Randiz (1021)                 | Rande          | De Randa: Borda, ourela, e escudo |
| Regildi                       | Regilde        | Vem de Reþs: Conselho e Gild: Imposto |
| Sisnandus (883)               | Sernande       | Vem de Sisus: Canto funebre e de Nanþs: Atrevido, audaz |

#### Freguesia do concelho deFornos de Algodres
| Nome germânico ou baixo latim | Nome atual | Origem                              |
| ----------------------------- | ---------- | ----------------------------------- |
| Quedirici                     | Queiriz    | De Qiþan: Falar e riz de 'Reiks:Rei |

#### Freguesias do concelho deGondomar
| Nome germânico ou baixo latim | Nome atual | Origem                                                      |
| ----------------------------- | ---------- | ----------------------------------------------------------- |
| Fanzeranis (1032)             | Fânzeres   | Pode vir de Fano: Bandeira e Sarwa: Armas                   |
| Gundemari                     | Gondomar   | De Gunda: O combatente e Marhs: Cavalo ou seja o Cavaleiro. |
| Jovini                        | Jovim      | Não consta na obra de Piel                                  |

#### Freguesia do concelho deGouveia
| Nome germânico ou baixo latim | Nome atual         | Origem                                     |
| ----------------------------- | ------------------ | ------------------------------------------ |
| Manualdus (906)               | Mangualde da Serra | Vem de Manna: Homem e de Waldan: Governar. |
| Athanasindi                   | Vila Nova de Tazem | De Aþans: Nobre e Sinths: Caminho.         |

#### Freguesia do concelho deGuarda
| Nome germânico ou baixo latim | Nome atual | Origem                                                                    |
| ----------------------------- | ---------- | ------------------------------------------------------------------------- |
| Vitemundi                     | Videmonte  | Não consta na obra de Piel. Para Almeida vem em parte de Munds: Proteção. |

#### Freguesias do concelho deGuimarães
| Nome germânico ou baixo latim | Nome atual                                                                              | Origem |
| ----------------------------- | --------------------------------------------------------------------------------------- | --- |
| Ariani                        | Santa Maria de Airão e São João Batista de Airão                                        | Não consta na obra de Piel. |
| Alda ou Aldani                | Aldão                                                                                   | De Altheis: Velho |
| Berosendi                     | Arosa                                                                                   | Não consta na obra de Piel. |
| Attanis                       | Atães                                                                                   | De atta: Pai, o sufixo "ães" indica a provenência da populacão, nesse caso são os filhos.                                          |
| Osoredi                       | Azurém                                                                                  | Não consta na obra de Piel. |
| Belassarii                    | Balazar                                                                                 | Não consta na obra de Piel. |
| Corveti                       | Corvite                                                                                 | Sem explicação |
| Crescimiri                    | Creixomil                                                                               | poderá vir de Christi-mir, o nome de Christo é ligado as vezes a um elemento germánico, e "Miri" que deu mil, vem de Mers :Célebre |
| Dominici                      | Donim                                                                                   | Sem explicação |
| Faramundanis                  | Fermentões                                                                              | Não consta na obra de Piel. |
| Gumilanis                     | Gominhães                                                                               | Gum/ila de Guma: Homem com o fim em "anis" quer dizer os filhos do homem.                                                          |
| Guandalarii                   | Gondar                                                                                  | Vem de Gunþ-harjis ou seja "combate-exército", ou melhor "exército pronto para o combate".                                         |
| Gundemari                     | Gondomar                                                                                | De Gunda: O combatente e Marhs: Cavalo ou seja o Cavaleiro.                                                                        |
| Vivaranis                     | Guimarães                                                                               | Vem do nome de Vímara Peres (873) de Weig: Luta.                                                                                   |
| Leoderedi                     | Lordelo                                                                                 | Não consta na obra de Piel. |
| Randulfi                      | Rendufe                                                                                 | De Randa: Escudo e Wulf:Lobo |
| Sandi                         | São Martinho de Sande, Vila Nova de Sande São Clemente de Sande e São Lourenço de Sande | De Sanþs: Verdadeiro, do nome Sando.                                                                                               |
| Belmir (1059)                 | Vermil                                                                                  | Pode vir de Baira: Urso e de "Miri" que deu mil, vem de Mers :Célebre                                                              |

#### Freguesias do concelho deLamego
| Nome germânico ou baixo latim | Nome atual | Origem                                                                           |
| ----------------------------- | ---------- | -------------------------------------------------------------------------------- |
| Avalonis                      | Avões      | Não consta na obra de Piel.                                                      |
| Bretenandi                    | Britiande  | De Bairths:Claro, ilustre e de Nanþs: Atrevido, audaz                            |
| Zeponis                       | Cepões     | Não consta na obra de Piel.                                                      |
| Ferrarini                     | Ferreirim  | Não consta na obra de Piel.                                                      |
| Lallini                       | Lalim      | Não consta na obra de Piel.                                                      |
| Lazarini                      | Lazarim    | Não consta na obra de Piel.                                                      |
| Sandi                         | Sande      | De Sanþs: Verdadeiro, do nome Sando.                                             |
| Baldoigii (960)               | Valdigem   | Vem do nome Balþ-weigs latinizado em Baldoigius de Balþs: Audaz e Weig: Combate. |

#### Freguesias do concelho deLousã
| Nome germânico ou baixo latim | Nome atual | Origem                      |
| ----------------------------- | ---------- | --------------------------- |
| Serpins                       | Serpins    | Não consta na obra de Piel. |

#### Freguesias do concelho deLousada
| Nome germânico ou baixo latim | Nome atual   | Origem                                      |
| ----------------------------- | ------------ | ------------------------------------------- |
| Bogoni                        | Boim         | Não consta na obra de Piel.                 |
| Cagiti                        | Caíde de Rei | De Gadiliggs: Primo, parente e Hildis: Luta |
| Leovegildo (1008)             | Nevogilde    | De Leuba: Caro e de Gilds: Imposto          |

#### Freguesias do concelho deMacedo de Cavaleiros
| Nome germânico ou baixo latim | Nome atual | Origem                             |
| ----------------------------- | ---------- | ---------------------------------- |
| Flacini                       | Chacim     | Não consta na obra de Piel.        |
| Potentii                      | Podence    | Não consta na obra de Piel.        |
| Sesulfus (1069)               | Sezulfe    | DeSisu: Canto funebre e Wulf: Lobo |

#### Freguesias do concelho deMaia
| Nome germânico ou baixo latim | Nome atual | Origem                                                                                   |
| ----------------------------- | ---------- | ---------------------------------------------------------------------------------------- |
| Gemundi                       | Gemunde    | De Gain: Arma e Munds: Proteção                                                          |
| Gondini                       | Gondim     | De Gunda:O combatente, o im vem de eins que designa a provenência ou a propriedade       |
| Quifilanis                    | Gueifães   | Para Piel vem de Wins: Amigo, o sufixo "ães" indica a provenência da populacão: gente de |
| Veremundi, Vila Vermui (994)  | Vermoim    | De Baira: Urso e de Mōþs: Coragem                                                        |

#### Freguesia do concelho deMangualde
| Nome germânico ou baixo latim | Nome atual | Origem                                     |
| ----------------------------- | ---------- | ------------------------------------------ |
| Manualdi                      | Mangualde  | Vem de Manna: Homem e de Waldan: Governar. |

#### Freguesias do concelho deMarco de Canaveses
| Nome germânico ou baixo latim | Nome atual         | Origem                                                                                                |
| ----------------------------- | ------------------ | --- |
| Alarizi (1046)                | Ariz               | Vem de Alarico de all/rici, all: Todos e rici de reiks: Rei                                           |
| Constanti                     | Constance          | Não consta na obra de Piel.                                                                           |
| Maurellis                     | Maureles           | Não consta na obra de Piel.                                                                           |
| Rodosendi                     | Sande              | De Sanþs: Verdadeiro, do nome Sando.                                                                  |
| Sunilanis(1013)               | Soalhães           | Vem de Sunja: Verdade ou de Sôna: Expiação o sufixo "ães" indica a provenência da populacão: gente de |
| Quederici                     | Vila Boa de Quires | Vem de Qiþan: Falar e Reik: Rei                                                                       |

#### Freguesias do concelho deMatosinhos
| Nome germânico ou baixo latim | Nome atual | Origem                       |
| ----------------------------- | ---------- | ---------------------------- |
| Quifilonis                    | Guifões    | Para Piel vem de Wins: Amigo |

#### Freguesias do concelho deMelgaço
| Nome germânico ou baixo latim | Nome atual | Origem                                                                                             |
| ----------------------------- | ---------- | -------------------------------------------------------------------------------------------------- |
| Flavianis                     | Chaviães   | Não consta na obra de Piel.                                                                        |
| Agabii                        | Gave       | Para Piel vem do nome Gabila da raiz Gabei: Riqueza                                                |
| Paterni                       | Paderne    | Não consta na obra de Piel.                                                                        |
| Rimalinis                     | Remoães    | De Rimila, a origem é Rimis: Descanso, o sufixo "ães" indica a provenência da populacão: gente de, |

#### Freguesias do concelho deMesão Frio
| Nome germânico ou baixo latim | Nome atual | Origem                      |
| ----------------------------- | ---------- | --------------------------- |
| Marini                        | Vila Marim | Não consta na obra de Piel. |

#### Freguesia do concelho deMiranda do Corvo
| Nome germânico ou baixo latim | Nome atual | Origem                      |
| ----------------------------- | ---------- | --------------------------- |
| Semeti                        | Semide     | Não consta na obra de Piel. |

#### Freguesias do concelho deMiranda do Douro
| Nome germânico ou baixo latim | Nome atual | Origem                                                                           |
| ----------------------------- | ---------- | -------------------------------------------------------------------------------- |
| Constantini                   | Constantim | Não consta na obra de Piel.                                                      |
| Dandini                       | Sendim     | Vem de Sinþ: Caminho,o im vem de eins que designa a provenência ou a propriedade |
| Iffanis                       | Ifanes     | Sem explicação                                                                   |

#### Freguesias do concelho deMirandela
| Nome germânico ou baixo latim | Nome atual | Origem                                                       |
| ----------------------------- | ---------- | ------------------------------------------------------------ |
| Alwitis                       | Alvites    | Vem de Alvith (nome dum príncipe érulo (suevo) do século VI) |
| Gogiti                        | Guide      | Vem de Weiti: Castigo                                        |
| Suxanis                       | Suçães     | Não consta na obra de Piel.                                  |

#### Freguesia do concelho deMogadouro
| Nome germânico ou baixo latim | Nome atual | Origem                                             |
| ----------------------------- | ---------- | -------------------------------------------------- |
| Redamundis                    | Remondes   | De Reþs: Conselho e mondes vem de Munds: Proteção. |

#### Freguesias do concelho deMoimenta da Beira
| Nome germânico ou baixo latim | Nome atual | Origem                                                        |
| ----------------------------- | ---------- | ------------------------------------------------------------- |
| Alwiti                        | Alvite     | Vem de Alvith (nome dum príncipe érulo (suevo) do século VI)  |
| Severi                        | Sever      | Não consta na obra de Piel.                                   |
| Alarici                       | Ariz       | Vem de Alarico de all/rici, all: Todos e rici de reiks: Rei   |
| Zaconis                       | Segões     | Poderá vir de Sagja: Que acompanha ou homem de armas          |
| Leodemiri                     | Leomil     | Vem de Lews:Paz e de "Miri" que deu mil, vem de Mers :Célebre |

#### Freguesias do concelho deMonção
| Nome germânico ou baixo latim | Nome atual | Origem |
| ----------------------------- | ---------- | --- |
| Avitini                       | Abedim     | Não consta na obra de Piel. |
| Batini ou Badim (1091)        | Badim      | Não vem de Abade por já não ter um "A" em 1091, por isso a origem deve ser bald: Audaz (de balthei: Audacia), o im vem de eins que designa a provenência ou a propriedade |
| Cervanis                      | Ceivães    | Poderá vir de Sibja: Parentesco |
| Mirulfi                       | Merufe     | Vem de Mereis: Célebre e "ulfi" de lobo ou seja o lobo famoso. |
| Mysticanis                    | Messegães  | Não consta na obra de piel. |
| Potami                        | Podame     | Não consta na obra de Piel. |
| Segudi (1258 inquirições)     | Segude     | Vem de Sagja: Companheiro e de Wulþus: Esplendor |
| Athanagildi                   | Tangil     | De Aþans': Nobre e de Gild: Imposto |
| Truborici                     | Troporiz   | Não consta na obra de Piel. |
| Tructus (961)                 | Trute      | Vem de Draúhts: Exercito. bando séquito |

#### Freguesias do concelho deMondim de Basto
| Nome germânico ou baixo latim | Nome atual      | Origem |
| ----------------------------- | --------------- | --- |
| Aletenii                      | Atei            | Não consta na obra de Piel.                                                                                        |
| Mundini                       | Mondim de Basto | Vem de Mund: Proteção, tutela, o im vem de eins que designa a provenência ou a propriedade de Mondino ou Mondinus. |

#### Freguesias do concelho deMontalegre
| Nome germânico ou baixo latim | Nome atual        | Origem |
| ----------------------------- | ----------------- | --- |
| Ulfilanis                     | Fiães do Rio      | Piel não tem explicação, Almeida aponta para Ulfi ou seja Lobo,o sufixo "ães" indica a provenência: descendentes do lobo |
| Mauregati                     | Morgade           | Mauregatus nome dum rei visigodo, poderá vir em parte de Hathus: Luta, combate                                           |
| Pittonis                      | Pitões das Júnias | Não consta na obra de Piel.                                                                                              |
| Sisilli                       | Sezelhe           | De Sisus: Canto funebre e o sufixo latino "Ellus",                                                                       |
| Teoderedi                     | Tourém            | Nome dum rei visigodo significando: Aquele que aconselha o seu povo, ("Theo" quer dizer "Povo")                          |

#### Freguesias do concelho deMontemor-o-Velho
| Nome germânico ou baixo latim | Nome atual | Origem                         |
| ----------------------------- | ---------- | ------------------------------ |
| Gattonis                      | Gatões     | Origem germânica desconhecida. |

#### Freguesias do concelho deNelas
| Nome germânico ou baixo latim | Nome atual        | Origem                                      |
| ----------------------------- | ----------------- | ------------------------------------------- |
| Seniorini                     | Canas de Senhorim | Não consta na obra de Piel.                 |
| Sandarii                      | Santar            | Vem de Sanþs: Verdadeiro e Harjis: exército |

#### Freguesias do concelho deOliveira de Azeméis
| Nome germânico ou baixo latim | Nome atu | Origem                                    |
| ----------------------------- | -------- | ----------------------------------------- |
| Cesarii                       | Cesar    | Não consta na obra de Piel.               |
| Fagilonis                     | Fajões   | De Fahs: Alegre                           |
| Maddaildi                     | Madail   | Vem de Matha: Maduro, acabar (uma tarefa) |
| Palmacii                      | Palmaz   | Não consta na obra de Piel.               |

#### Freguesias do concelho deOliveira de Frades
| Nome germânico ou baixo latim | Nome atual | Origem                                               |
| ----------------------------- | ---------- | ---------------------------------------------------- |
| Desterici                     | Destriz    | Poderá vir de Ast: Ramo, lança e "riz" de 'Reiks:Rei |
| Sigilanis                     | Sejães     | Não consta na obra de Piel.                          |

#### Freguesias do concelho deOvar
| Nome germânico ou baixo latim | Nome atual | Origem |
| ----------------------------- | ---------- | --- |
| Ermarici                      | Esmoriz    | Vem de Asca-ricus que deu mais tarde o nome Ascárico por exemplo Ascárico de Braga. Asca vem de Ask: Freixo e Ricus de 'Reiks:Rei |

#### Freguesias do concelho dePaços de Ferreira
| Nome germânico ou baixo latim | Nome atual | Origem                                                                     |
| ----------------------------- | ---------- | -------------------------------------------------------------------------- |
| Eirici (965) e Ariariz (976)  | Eiriz      | Deve vir de Aria:Nobre e Reiks:Rei latinizado em ricus, rici e por fim riz |
| Fredemundi                    | Freamunde  | Frea vem de Fridus:Paz e Munde vem de Munds: Proteção.                     |
| Ragimundi                     | Raimonda   | Para Piel não é de origem germânica, mas importado da França, de Raimundo. |
| Osorei                        | Seroa      | Não consta na obra de Piel.                                                |

#### Freguesias do concelho dePampilhosa da Serra
| Nome germânico ou baixo latim | Nome atual     | Origem                                       |
| ----------------------------- | -------------- | -------------------------------------------- |
| Hunilanis                     | Unhais-o-Velho | Vem do nome Hunila cuja origem é Huns: Força |
| Fagilani                      | Fajão          | De Fahs: Alegre                              |

#### Freguesias do concelho deParedes
| Nome germânico ou baixo latim                       | Nome atual      | Origem |
| --------------------------------------------------- | --------------- | --- |
| Alvari                                              | Aguiar de Sousa | Não consta na obra de Piel.                                                                                               |
| Vistremiri                                          | Astromil        | De Austr: Brilhante e "Miri" que deu mil, vem de Mers: Célebre                                                            |
| Baltari >(1059)                                     | Baltar          | De Balthei: audácia e Harjis: exercito                                                                                    |
| Valerii por Almeida ou 'Villa Barius (989) por Piel | Beire           | De Baira: Urso |
| Tittaranis por Almeida ou Beterigu (938) por Piel   | Bitarães        | Derivado de Bert? Dúvidas de Piel sobre a origem germânica.                                                               |
| Gundaranis                                          | Gondalães       | Não consta na obra de Piel. Almeida aponta para Gunþi:Combate, o sufixo "ães" indica a provenência da populacão: gente de |
| Maurici                                             | Mouriz          | Do nome latino Maurus e de 'Reiks:Rei                                                                                     |
| Recaredi (993)                                      | Recarei         | Vem de Reiks: Rei |

#### Freguesias do concelho deParedes de Coura
| Nome germânico ou baixo latim | Nome atual | Origem                                                                  |
| ----------------------------- | ---------- | ----------------------------------------------------------------------- |
| Frumarici                     | Formariz   | De Fruma: Primeiro e riz de Reiks:Rei                                   |
| Ansaldi                       | Insalde    | Poderá vir de Ansis: Semideuses                                         |
| Redisindi                     | Resende    | De Reþs: Conselho e de Sinths: caminho, expedição                       |
| Romaricanis                   | Romarigães | Vem do nome Romaricus de Hrôms: Gloria e Reik:Rei, no plural em "anes". |
| Valasconis                    | Vascões    | Não consta na obra de Piel.                                             |

#### Freguesias do concelho dePenacova
| Nome germânico ou baixo latim | Nome atual | Origem                      |
| ----------------------------- | ---------- | --------------------------- |
| Frunimis                      | Friúmes    | Não consta na obra de Piel. |

#### Freguesias do concelho dePenalva do Castelo
| Nome germânico ou baixo latim | Nome atual | Origem                                                                                               |
| ----------------------------- | ---------- | --- |
| Ermulfo(1045)                 | Esmolfe    | Erm-ulfo de Airmans: Forte, e uma forma rara de Wulfs:Lobo                                           |
| Gilmiro(971)                  | Germil     | Vem de Gesmondo ou Gismondo Para Piel vem Gails: Contente e "Miri" que deu mil, vem de Mers :Célebre |
| Losendi                       | Lusinde    | De Leud que deu Liudan: Crescer e o visigótico Leodes: Gente                                         |

#### Freguesias do concelho dePenafiel
| Nome germânico ou baixo latim | Nome atual | Origem                                        |
| ----------------------------- | ---------- | --------------------------------------------- |
| Bonelli                       | Boelhe     | Não consta na obra de Piel.                   |
| Wiliufi                       | Guilhufe   | De Wilja: Vontade e Wulfes: Lobo              |
| Losidii                       | Luzim      | Para Piel é de origem latina do nome Lucidius |

#### Freguesias do concelho dePeso da Régua
| Nome germânico ou baixo latim | Nome atual | Origem |
| ----------------------------- | ---------- | --- |
| Gutini                        | Godim      | Vem do nome Godinho do povo:Godos de Goþs: Bom, bonito, o im vem de eins que designa a provenência ou seja: Quinta dos Godos |

#### Freguesias do concelho dePonte da Barca
| Nome germânico ou baixo latim         | Nome atual          | Origem                                                                              |
| ------------------------------------- | ------------------- | ----------------------------------------------------------------------------------- |
| Baudilanis                            | Boivães             | De Biudan: Oferecer, o sufixo "ães" indica a provenência da populacão.              |
|                                       | Cuide de Vila Verde | Citado por Piel, tendo por origem Kuni:Linhagem ou Khun:Audaz                       |
| Gilmir Citado por Joaquim da Silveira | Germil              | Vem do nome de Gelmirus de Gild: Imposto e "Miri" que deu mil, vem de Mers :Célebre |

#### Freguesias do concelho dePonte de Lima
| Nome germânico ou baixo latim                        | Nome atual | Origem                                                                                               |
| ---------------------------------------------------- | ---------- | --- |
| Ardecani                                             | Ardegão    | Vem de Ardeca, de arda: Lugar de habitação (ou de Hardus : Duro, severo) e do sufixo diminutivo: Ico |
| Bertiandos citado por Piel forma antiga desconhecida | Bertiandos | De Bairths: Claro, ilustre                                                                           |
| Zepponis                                             | Cepões     | Não consta na obra de Piel.                                                                          |
| Walifari                                             | Gaifar     | De Gada : Marido, companheiro e Faran: andar, caminhar no sentido, do marido que segue seu caminho.  |
| Gundilfi                                             | Gondufe    | De Gunda:O combatente e Ulfi: Lobo ou seja o Lobo combatente.                                        |
| Sindilanis                                           | Sandiães   | De Sanþs: Verdadeiro, do nome Sando, o sufixo "ães" indica a provenência da populacão: gente de      |
| Randulfus(870)                                       | Rendufe    | De Randa: Escudo e Wulf:Lobo                                                                         |

#### Freguesias do concelho dePorto
| Nome germânico ou baixo latim | Nome atual | Origem                                  |
| ----------------------------- | ---------- | --------------------------------------- |
| Vila Alduarii (944)           | Aldoar     | Alde/war de Audags: Feliz e war: Atento |
| Ramualdi                      | Ramalde    | vem do nome Ramualdus de 'Rammr: Forte  |
| Leovegildo                    | Nevogilde  | De Leuba: Caro e de Gilds: Imposto      |

#### Freguesias do concelho dePóvoa de Lanhoso
| Nome germânico ou baixo latim | Nome atual | Origem                                             |
| ----------------------------- | ---------- | -------------------------------------------------- |
| Alaiuti                       | Ajude      | Não consta na obra de Piel.                        |
| Speranti                      | Esperança  | Não consta na obra de Piel.                        |
| Fredenandi                    | Friande    | Vem de Fernande de Fridus: Paz e de Nanþjan: Ousar |
| Warfi                         | Garfe      | Poderá vir de Garfa a garra                        |
| Mauri                         | Moure      | Vem do nome Maura do nome latim Maurus             |
| Randulfi                      | Rendufinho | De Randa: Escudo e Wulf:Lobo                       |
| Athanagildi                   | Taíde      | Vem de Aþans': Nobre e de Gild: Imposto            |
| Verini                        | Verim      | Não consta na obra de Piel.                        |

#### Freguesias do concelho dePóvoa de Varzim
| Nome germânico ou baixo latim | Nome atual  | Origem                                                        |
| ----------------------------- | ----------- | ------------------------------------------------------------- |
| Gundirici                     | Aguçadoura  | Não consta na obra de Piel.                                   |
| Amorim                        | Amorim      | Não consta da obra de Piel.                                   |
| Argevadi (953)                | Argivai     | De argi/vai, "argi" de harjis: Exército e "vai" de badu :Luta |
| Abonemari                     | A Ver-o-Mar | Não consta na obra de Piel.                                   |
| Bellesarii                    | Balazar     | Não consta na obra de Piel.                                   |
| Vedarici                      | Beiriz      | De Baira: Urso e riz de Reiks: Rei                            |

#### Freguesias do concelho deResende
| Nome germânico ou baixo latim | Nome atual | Origem                                                 |
| ----------------------------- | ---------- | ------------------------------------------------------ |
| Andragathi                    | Anreade    | Para Piel vem de arn/hathus, Arn: Águia e Hatus: luta. |
| Fahron (972)                  | Feirão     | Vem do nome Farilo com a raiz Faran: Andar             |
| Fraginelli ou Fredigildis     | Freigil    | De Fredus: Paz e Gild: Imposto                         |
| Medomanis                     | Miomães    | Não consta na obra de Piel.                            |
| Redisindi                     | Resende    | De Reþs: Conselho e de de Sinths: caminho, expedição   |

#### Freguesias do concelho deSabrosa
| Nome germânico ou baixo latim | Nome atual       | Origem                                                        |
| ----------------------------- | ---------------- | ------------------------------------------------------------- |
| Gaudilanis                    | Gouvães do Douro | Pode vir do latim ou duma raiz gótica desconhecida            |
| Provicendi (1100)             | Provesende       | Para Piel, deve ser um nome latim (Proficiendus: O que ajuda) |

#### Freguesias do concelho deSanta Maria da Feira
| Nome germânico ou baixo latim | Nome atual | Origem |
| ----------------------------- | ---------- | --- |
| Dragoncelli                   | Argoncilhe | Não consta na obra de Piel. Para Argonça a origem é Arn (suevo) ou ara: Águia e Gunth: Luta                              |
| Scapanis                      | Escapães   | Vem do nome Scapa, a raiz poderá ser o verbo Ga-skapjan: Criar                                                           |
| Ulfilanis                     | Fiães      | Piel não tem explicação, Almeida aponta para Ulfi ou seja Lobo,o sufixo "ães" indica a provenência: descendentes do lobo |
| Gumesindi                     | Guisande   | De Weis: Sábio que deu Wis: Bom e de Sands: Verdadeiro ou Sandjan: Mandar ou enfim de Wisands:Bisonte                    |
| Romarici(1082)                | Romariz    | Vem do nome Romaricus de Hrôms: Gloria e Reiks: Rei                                                                      |

#### Freguesias do concelho deSanta Marta de Penaguião
| Nome germânico ou baixo latim | Nome atual | Origem                      |
| ----------------------------- | ---------- | --------------------------- |
| Severi                        | Sever      | Não consta na obra de Piel. |
| Mitronis                      | Medrões    | Não consta na obra de Piel. |

#### Freguesias do concelho deSanto Tirso
| Nome germânico ou baixo latim | Nome atual | Origem |
| ----------------------------- | ---------- | --- |
| Burgalanis                    | Burgães    | Vem da palavra "Burgo" tendo como origem Burg: Praça fortificada, o sufixo "ães" indica a provenência da populacão: gente do burgo |
| Vimaredi                      | Guimarei   | Vem duma raiz desconhecida e de Reþs: Conselho                                                                                     |
| Rodorici                      | Roriz      | Vem do nome Rodericus, deHroþs:Glória e de Reiks: Rei                                                                              |

#### Freguesia do concelho deSeia
| Nome germânico ou baixo latim | Nome atual | Origem                                                                         |
| ----------------------------- | ---------- | ------------------------------------------------------------------------------ |
| Sandemiri                     | Sandomil   | De Sanþs: Verdadeiro, do nome Sando e "Miri" que deu mil, vem de Mers :Célebre |

#### Freguesias do concelho deSernancelhe
| Nome germânico ou baixo latim | Nome atual  | Origem                      |
| ----------------------------- | ----------- | --------------------------- |
| Ferrarini                     | Ferreirim   | Não consta na obra de Piel. |
| Seniorcelli                   | Sernancelhe | Não consta na obra de Piel. |

#### Freguesias do concelho deSever do Vouga
| Nome germânico ou baixo latim | Nome atual     | Origem                      |
| ----------------------------- | -------------- | --------------------------- |
| Caetirini                     | Cedrim         | Não consta na obra de Piel. |
| Severi                        | Sever do Vouga | Não consta na obra de Piel. |

#### Freguesias do concelho deTábua
| Nome germânico ou baixo latim | Nome atual | Origem                                                   |
| ----------------------------- | ---------- | -------------------------------------------------------- |
| Spanarici                     | Espariz    | Do baixo latim Hispanus e do germânico riz de Reiks: Rei |
| Mitonis                       | Midões     | Vem de Mitön: Pensar, reflectir                          |
| Sindi                         | Sinde      | Vem de Sinþ: Caminho, ida, expedição militar             |

#### Freguesias do concelho deTarouca
| Nome germânico ou baixo latim | Nome atual      | Origem |
| ----------------------------- | --------------- | --- |
| Gaudilanis                    | Gouviães        | Pode vir do latim ou duma raiz gótica desconhecida                                                                 |
| Mundini                       | Mondim da Beira | Vem de Mund: Proteção, tutela, o im vem de eins que designa a provenência ou a propriedade de Mondino ou Mondinus. |

#### Freguesias do concelho deTerras de Bouro
| Nome germânico ou baixo latim         | Nome atual | Origem                                                                                            |
| ------------------------------------- | ---------- | ------------------------------------------------------------------------------------------------- |
| Vila Berulfi (1081) e Berulfiz (1008) | Brufe      | Vem de Ber ou Baira: Urso e Wulf: Lobo                                                            |
| Flamulini                             | Chamoim    | Não consta na obra de Piel.                                                                       |
| Florenti                              | Chorense   | Não consta na obra de Piel.                                                                       |
| Simeonis                              | Cibões     | De Sibj-onis, Sibja:Paz, amizade (Parece ter por origem o nome de Simeão, mas é um nome hebraico) |
| Gunderici                             | Gondoriz   | De Gunda: O combatente e Reiks: Rei                                                               |
| Baldosendi                            | Valdosende | De Balþs: Audaz e de Sinths: caminho, expedição                                                   |

#### Freguesias do concelho deTondela
| Nome germânico ou baixo latim | Nome atual | Origem                                |
| ----------------------------- | ---------- | ------------------------------------- |
| Wardani                       | Guardão    | De Wardon: Observar                   |
| Nandulfi                      | Nandufe    | Vem de Nanþjan: Ousar e de Wulf: Lobo |

#### Freguesias do concelho deTrofa
| Nome germânico ou baixo latim | Nome atual | Origem                                                    |
| ----------------------------- | ---------- | --------------------------------------------------------- |
| Vitonis                       | Guidões    | Pode vir do gótico Weiti: Castigo ou do latim Vita: Vida. |

#### Freguesias do concelho deVale de Cambra
| Nome germânico ou baixo latim | Nome atual | Origem                      |
| ----------------------------- | ---------- | --------------------------- |
| Aronis                        | Arões      | Não consta na obra de Piel. |
| Rogi                          | Roge       | Não consta na obra de Piel. |

#### Freguesias do concelho deValença
| Nome germânico ou baixo latim | Nome atual | Origem |
| ----------------------------- | ---------- | --- |
| Ganfredi                      | Ganfei     | "Gand" deve ser um pau, ou cajado, "Fei" deve vir de Fairs: Inimigo. Homem mau, que promete dar uma paulada nos seus inimigos. |
| Gundemiri                     | Gondomil   | De Gunda: O combatente e "Miri" que deu mil, vem de Mers :Célebre ou seja o nome é o Célebre combatente.                       |

#### Freguesias do concelho deValongo
| Nome germânico ou baixo latim | Nome atual | Origem                            |
| ----------------------------- | ---------- | --------------------------------- |
| Ermesindi                     | Ermesinde  | De Airmans:Forte e Sinths:Caminho |

#### Freguesias do concelho deValpaços
| Nome germânico ou baixo latim | Nome atual                     | Origem |
| ----------------------------- | ------------------------------ | --- |
| Argerici (1072)               | Algeriz                        | De Harjis: Exército e Reiks: Rei                                                                                         |
| Ulfilanis                     | Fiães                          | Piel não tem explicação, Almeida aponta para Ulfi ou seja Lobo,o sufixo "ães" indica a provenência: descendentes do lobo |
| Fridonis                      | Friões                         | Não consta na obra de Piel.                                                                                              |
| Aliarici                      | Santiago da Ribeira de Alhariz | De 'Reiks:Rei |
| Zonini                        | Sonim                          | Do nome Sonninus tirado de Sóna: Expiação e Hildis: Combate                                                              |
| Vassali                       | Vassal                         | Não consta na obra de Piel.                                                                                              |

#### Freguesias do concelho deViana do Castelo
| Nome germânico ou baixo latim | Nome atual       | Origem                                    |
| ----------------------------- | ---------------- | ----------------------------------------- |
| Fiffi                         | Afife            | Sem explicação                            |
| Aunemundi                     | Amonde           | De ana/mundus: Dar/proteção               |
| Alvarinis                     | Alvarães         | De alls/warjan: O que se defende de todos |
| Medialdi                      | Meadela          | Não consta na obra de Piel.               |
| Spontari                      | Montaria         | Não consta na obra de Piel.               |
| Gindini                       | Viana do Castelo | Não consta na obra de Piel.               |
| Wiliulfi                      | Vila Mou         | Não consta na obra de Piel.               |

#### Freguesias do concelho deVieira do Minho
| Nome germânico ou baixo latim                  | Nome atual      | Origem                                                         |
| ---------------------------------------------- | --------------- | -------------------------------------------------------------- |
| Cantelanis                                     | Cantelães       | Sem explicação                                                 |
| Parada de Bouro, não citado por Piel e Almeida | Parada de Bouro | Vem de Bur: Casa (rara excepção, não sendo o nome duma pessoa) |
| Sendamundi                                     | Salamonde       | Vem de Sals: Sala e de Munds: Proteção.                        |

#### Freguesias do concelho deVila do Conde
| Nome germânico ou baixo latim | Nome atual | Origem |
| ----------------------------- | ---------- | --- |
| Valagunt                      | Bagunte    | Citado por Piel e não por Almeida, "vala" de walis: Escolhido e "gunt" de gunda ou gundi: combatente ou combate |
| Wiliabredi                    | Guilhabreu | Vem de Wilja: Vontade e de Fridus: Paz                                                                          |

#### Freguesias do concelho deVila Flor
| Nome germânico ou baixo latim | Nome atual | Origem                                                                              |
| ----------------------------- | ---------- | ----------------------------------------------------------------------------------- |
| Lutonis                       | Lodões     | Não consta na obra de piel, mas pode vir da raiz Leudi:Povo que ele cita em Lodeiro |
| Samanis                       | Samões     | Não consta na obra de Piel.                                                         |

#### Freguesias do concelho deVila Nova de Cerveira
| Nome germânico ou baixo latim | Nome atual               | Origem                                                                                     |
| ----------------------------- | ------------------------ | ------------------------------------------------------------------------------------------ |
| Cantimiri                     | Candemil                 | "Cand" ou "Gant" é inexplicado, "Miri" que deu mil, vem de Mers :Célebre                   |
| Gunduarii                     | Gondar                   | Vem de Gunþ-harjis ou seja "combate-exército", ou melhor "exército pronto para o combate". |
| Gunderedi                     | Gondarém                 | De Gundi: Luta e Rimis: Descanso ou seja o nome seria, Descanso da batalha.                |
| Lupelii                       | Lovelhe (antiga Lobelhe) | Vem de Leuba: Caro, carinhoso                                                              |

#### Freguesias do concelho deVila Nova de Famalicão
| Nome germânico ou baixo latim                          | Nome atual | Origem                                                                         |
| ------------------------------------------------------ | ---------- | ------------------------------------------------------------------------------ |
| Benedicti                                              | Bente      | Não consta na obra de Piel. A origem será germânica?                           |
| Berulfi                                                | Brufe      | Vem de Ber ou Baira: Urso e Wulf: Lobo                                         |
| Cavallonis                                             | Cavalões   | Vem de Ber ou Baira: Urso e Wulf: Lobo                                         |
| Dadilanis                                              | Delães     | Sem explicação                                                                 |
| Johanni                                                | Joane      | não consta na obra de Piel.                                                    |
| Landini para Piel vem de "Villa Nandini" (Inquisições) | Landim     | De Nanþjan: Ousar, o im vem de eins que designa a provenência ou a propriedade |
| Lemenii                                                | Lemenhe    | Não consta na obra de Piel.                                                    |
| Mosegii                                                | Mogege     | Não consta na obra de Piel                                                     |
| Maloquini                                              | Mouquim    | Não consta na obra de Piel.                                                    |
| Nini(Inquirições de 1220)                              | Nine       | Origem germânica ou latina?                                                    |
| Outiz (1220, Inquirição)                               | Outiz      | De Ufta: Frequente, abundante e de Hildi: Luta                                 |
| Potamii                                                | Pedome     | Não consta na obra de Piel.                                                    |
| Requilani                                              | Requião    | Vem do nome de Réquila rei suevo, a origem é reik: Rei e kinþs: Criança        |

##### Freguesia do concelho deVila Nova de Foz Côa
| Nome germânico ou baixo latim | Nome atual | Origem                      |
| ----------------------------- | ---------- | --------------------------- |
| Sabatelli                     | sebadelhe  | Não consta na obra de Piel. |

#### Freguesias do concelho deVila Nova de Gaia
| Nome germânico ou baixo latim | Nome atual | Origem                                                                                              |
| ----------------------------- | ---------- | --------------------------------------------------------------------------------------------------- |
| Audientis                     | Avintes    | Para Piel a origem germânica é duvidosa se for "intes" vem de Wint: Vento                           |
| Liberi                        | Lever      | Não consta na obra de piel.                                                                         |
| Sandini                       | Sandim     | De Sanþs: Verdadeiro, do nome Sando e o "im" vem de Eins que designa a provenência ou a propriedade |
| Sisimundi                     | Sermonde   | De Sisus: Canto funebre e de Munds: Proteção.                                                       |

#### Freguesia do concelho deVila Nova de Paiva
| Nome germânico ou baixo latim | Nome atual | Origem                      |
| ----------------------------- | ---------- | --------------------------- |
| Pendelli                      | Pendilhe   | Não consta na obra de Piel. |

#### Freguesias do concelho deVila Pouca de Aguiar
| Nome germânico ou baixo latim | Nome atual       | Origem |
| ----------------------------- | ---------------- | --- |
| Aldefunsini                   | Afonsim          | Não consta na obra de Piel. Mas para Alfonge a origem seria Alfonsi de Alfonsus de All: Todos e Funs: Pronto |
| Gaudilanis                    | Gouvães da Serra | Pode vir do latim ou duma raiz gótica desconhecida.                                                          |
| Tellonis                      | Telões           | Vem do nome Tello, Tellonis era a quinta de Tello. Vem de Tils: Adequado ou de Tilon: Adaptar-se.            |

#### Freguesias do concelho deVila Real
| Nome germânico ou baixo latim | Nome atual | Origem |
| ----------------------------- | ---------- | --- |
| Athavulfus ou Athaulfi        | Adoufe     | Atha/vulfus de Athal: Nobre e wulfs: lobo                                                                        |
| Andranis                      | Andrães    | Não consta na obra de Piel.                                                                                      |
| Godilanis                     | Guiães     | Pode vir de Widus: Madeira, bosque ou de Weida: Guia, o sufixo "ães" indica a provenência da populacão: gente de |
| Mundronis                     | Mondrões   | Não consta na obra de Piel.                                                                                      |
| Marini                        | Vila Marim | Não consta na obra de Piel.                                                                                      |

#### Freguesias do concelho deVila Verde
| Nome germânico ou baixo latim         | Nome atual                                    | Origem |
| ------------------------------------- | --------------------------------------------- | --- |
| Avolini                               | Aboim da Nóbrega                              | Não consta na obra de Piel. |
| Ardani                                | Arcozelo                                      | Não consta na obra de Piel. |
| Attanis                               | Ataẽs                                         | De atta: Pai |
| Attilanis                             | Atiães                                        | Vem de Attila: Paizinho (de atta: Pai), o sufixo "ães" indica a provenência da populacão: Os filhos do paizinho, neste caso.                                                                                  |
| Zagonis                               | Azões                                         | Não consta na obra de Piel. |
| Gadilani                              | Cabanelas                                     | Não consta na obra de Piel. |
| Cervanes                              | Cervães                                       | Não consta na obra de Piel. |
| Ascarici                              | Escariz (São Mamede) e Escariz (São Martinho) | Vem de Asca-ricus que deu mais tarde o nome Ascárico por exemplo Ascárico de Braga. Asca vem de Ask: Freixo e Ricus de 'Reiks:Rei                                                                             |
| Frederici ou Freariz (1065)           | Freiriz                                       | O patronimico de Freirigo forma portuguesa de Frederico ou Fridiricus, '"Fred" de paz e "ricus" de 'Reiks:Rei                                                                                                 |
| Gemi                                  | Gême                                          | Origem desconhecida. |
| Guandilanis                           | Goães                                         | Vem do nome Goia, a origem é desconhecida, poderá vir de Guþ: Deus ou de Gauja: O que habita num pagus (Aldeia ou distrito) de Gawi: Região, distrito.                                                        |
| Godanis                               | Godinhaços                                    | Propriedade de Godinho |
| Gumeti                                | Gomide                                        | De Gom/idi deGuma: Homem |
| Gundilanis                            | Gondiães                                      | De Gund/ila de Gundi: Luta, o sufixo "ães" indica a provenência da populacão: gente de |
| Gundemari                             | Gondomar                                      | De Gunda: O combatente e Marhs: Cavalo ou seja o Cavaleiro. |
| Liubani                               | Lage                                          | Não consta na obra de piel. |
| Mauricii                              | Mós                                           | Não consta na obra de Piel. |
| Mauri                                 | Moure                                         | Vem do nome Maura do nome latim Maurus |
| Leovigidi                             | Nevogilde                                     | De Leuba: Caro e de Gilds: Imposto |
| Onoriz (1089 Censo do bispo D. Pedro) | Oriz (Santa Marinha) e Oriz (São Miguel)      | Vem do nome germânico Honoricus do latim Honorius, a raiz portanto pode ser latina ou vir dum elemento em "On" (ou "Aun") de origem desconhecida ou enfim vir de Auda-hafts: Feliz e, isso sim, de Reiks: Rei |
| Gundini                               | Parada de Gatim                               | Poderá vir do baixo-latim (do gato) e duma origem germânica desconhecida |
| Sauarici(1059)                        | Sabariz                                       | "Saba" de origem desconhecida e "riz" de Reiks: Rei |
| Sandi                                 | Sande                                         | De Sanþs: Verdadeiro, do nome Sando |
| Turisi(950)                           | Turiz                                         | Vem do nome Teodorico dum rei visigodo significando: Aquele que aconselha o seu povo. |
| Belderedi "Baldrei" (1220)            | Valdreu                                       | Vem do nome Balderedo que significa: Conselho intrépido, de Balths: Audaz |
| Ballonis                              | Valões                                        | Não consta na obra de Piel. |

#### Freguesias do concelho deVinhais
| Nome germânico ou baixo latim | Nome atual | Origem                                                                                              |
| ----------------------------- | ---------- | --------------------------------------------------------------------------------------------------- |
| Quiriaci                      | Quirás     | Não consta na obra de Piel. Para Quires ele dá como origem a palavra Qiþan: Falar                   |
| Suniemirus(1013)              | São Jomil  | Vem de Sunja: Verdade e "Miri" que deu mil, vem de Mers :Célebre, não há santo com o nome de Jomil. |
| Frisulfi                      | Fresulfe   | Não consta na obra de Piel, mas Frejufe é explicado por Frauja : Senhor e Ulfi: Lobo.               |
| Nunnis                        | Nunes      | Não consta na obra de Piel.                                                                         |

#### Freguesias do concelho deViseu
| Nome germânico ou baixo latim | Nome atual          | Origem |
| ----------------------------- | ------------------- | --- |
| Calidi                        | Calde               | Não consta na obra de Piel.                                                                                                 |
| Zepponis                      | Cepões              | Não consta na obra de Piel.                                                                                                 |
| Fagildi                       | Farminhão           | Não consta na obra de Piel.                                                                                                 |
| Franci                        | São Pedro de France | Franci designação vulgar latina dos Francos                                                                                 |
| Mundani                       | Mundão              | Não consta na obra de Piel, mas para Mondão a origem é Munds ou Munda: Proteção, mesma raiz que a palavra latina Manus: Mão |

#### Freguesia do concelho deVizela
| Nome germânico ou baixo latim | Nome atual | Origem                                                                                     |
| ----------------------------- | ---------- | ------------------------------------------------------------------------------------------ |
| Atanagildo (867)              | Tagilde    | Vem do nome Atanagildo (rei visigodo) a origem poderá ser de Aþans': Nobre e Gild: Imposto |